# シャルル2世 (ロレーヌ公)
シャルル2世（Charles II, 1365年9月11日 - 1431年1月25日）は、ロレーヌ公（在位：1390年 - 1431年）。1418年から1425年までフランス軍総司令官をつとめた。
シャルル2世はマーディア十字軍に参加し、ニコポリスで戦い、リヴォニアでドイツ騎士団を支援した。百年戦争の間、フランス王室との緊密な関係を求め、王妃イザボー・ド・バヴィエールによりフランス軍総司令官に任命されたこともあった。甥アントワーヌとの争いの後、1431年に死去した。

## 生涯
1365年9月11日、ロレーヌ公ジャン1世とヴュルテンベルク伯エーバーハルト2世の娘ゾフィーの長男として生まれた。若い頃にブルゴーニュ公フィリップ2世と親しくなり、何度かともに戦った。このブルゴーニュ公との関係の近さは主に、父がフランス宮廷から離れた結果であった。フランス宮廷とは、ロレーヌ公が神聖ローマ帝国から離れる際、過去1世紀半にわたって近い関係を保ったが、厳密には神聖ローマ帝国内にロレーヌ公領は存在していた。シャルルは、父とローマ王ヴェンツェルが臣民からその弱さを非難されたとき、ヌフシャトー市民を支持してヴェンツェルを支持したオルレアン公ルイ1世に反抗的であった。ヴェンツェルは1400年に追放され、後任にはシャルルの義父であるプファルツ選帝侯ループレヒトが就任した。
シャルル2世は後期の十字軍運動にも参加した主要な人物であった。1391年にマーディア十字軍に参加し、1396年の悲惨なニコポリスの戦いに参加した。そこでシャルル2世は、ヌヴェール伯で友人ブルゴーニュ公フィリップ2世の息子ジャン1世に同行した。1399年には、リヴォニアのドイツ騎士団を支援した。

## 百年戦争
フランスは2つの派閥に分裂していた。1つはオルレアン公シャルルの家庭教師であったアルマニャック伯ベルナール7世のアルマニャック派、もう1つはロレーヌ公シャルルの支援を受けたブルゴーニュ公フィリップ2世の息子ジャン1世のブルゴーニュ派である。シャルルは当時激化していた英仏戦争、つまり百年戦争には参加しなかったが、弟のヴォーデモン伯フェリー1世が参加し、1415年のアジャンクールの戦いで戦死した。それにもかかわらず、イザボー・ド・バヴィエールは1418年にシャルルをフランス軍総司令官に任命した。1425年、シャルルはその荷が自分には大きすぎると主張し、放棄した。
1419年にブルゴーニュ公ジャン1世が暗殺された後、シャルルはフランスに対して新たな姿勢をとった。ジャン1世の跡を継いだフィリップ3世は低地地方に多くの領土を有しており、ブルゴーニュ公のブルゴーニュ地方とベルギーの領地を分けていたのはロレーヌとシャンパーニュだけであった。シャルルはブルゴーニュ公の好戦的な野心を恐れ、そのような潜在的な敵から自らの忠誠と友情の対象を変えることが賢明であると考えた。フランスにおける人脈を通じて、ブルゴーニュと対抗するシャルル7世の支援を得て、娘イザベルを後のナポリ王ルネ・ダンジューと結婚させた。
シャルルの晩年は争いと不幸に襲われた。甥であるヴォーデモン伯アントワーヌは遺産の一部を要求し、シャルルは1425年にアントワーヌと争わなければならなかったが、あまり良い結果は得られなかった。1429年初め、ジャンヌ・ダルクはサン＝ニコラ＝ド＝ポールへの巡礼にやって来た。ジャンヌ・ダルクはシャルルに愛妾のアリソン・デュ・メイを捨てるよう助言した。この助言を無視して、シャルルはアリソンに護衛を与え、シノンへ送った。シャルルは2年後の1月25日に首都ナンシーで死去した。

## 結婚と子女
シャルルは1393年にローマ王ループレヒトとエリーザベト・フォン・ニュルンベルクの娘マルガレーテと結婚した。2人の間に生まれた子女のうち2人の娘のみが成人した。
- イザベル（1400年 - 1453年） - ロレーヌ女公、ルネ・ダンジューと結婚[1]
- ルイ - 早世
- ラウル - 早世
- カトリーヌ（1407年 - 1439年） - バーデン辺境伯ヤーコプ1世と結婚

愛妾のアリソン・デュ・メイ（1431年1月25日に殺害される）との間に以下の庶子をもうけた。
- フェリー・デインヴィル（1453/6年没） - ビルトシュタイン、ヴィラクール、ヴァクソンクール、パルニーおよびザンクールの領主
- ジャン・ピレリピール（1460年没） - ダルニユ領主、フィリップ・ド・マルシュと結婚
- フェリー・ド・リュネヴィル
- カトリーヌ
- イザベル（1457年8月9日以降没） - 1425年にアンリ・ド・リオクールと結婚